# Blood & Chocolate (film)
Blood and Chocolate is een Amerikaanse bovennatuurlijke actie-/horrorfilm uit 2007 onder regie van Katja von Garnier. Het verhaal is gebaseerd op dat uit het gelijknamige boek van de Amerikaanse schrijfster Annette Curtis Klause.

## Verhaal
Vivian is één van een kleine groep overgebleven weerwolven die nog onder de mensen leven. Uit angst voor vervolging houden zij hun bestaan geheim. De jonge vrouw werd ooit geboren in Roemenië, waarna haar ouders met haar verhuisden naar de Verenigde Staten. Toen hun geheim daar bekend werd, werd haar familie uitgemoord, waarna Vivian als enige overlevende van de slachtpartij in Roemenië weer opgenomen werd door haar clan. Deze is ingericht als een groep wolven, met Gabriel als alfamannetje en zodoende leider van de roedel.
Gabriel wisselt om de zeven jaar van levenspartner, met wie hij zich voortplant. Hij is inmiddels bijna zeven jaar samen met Astrid en Vivian is voorbestemd zijn volgende vrouw te worden, of ze dat nu wil of niet. Zij ontmoet in een kerk echter Aiden, een maker van stripromans die ter plaatse onderzoek doet voor een nieuw fictieboek over de loup-garou, de weerwolf. Hoewel Vivian weet dat het haar verboden is zich in te laten met volbloeds mensen, geeft Aiden niet zomaar op. Hij blijft haar opzoeken en maakt indruk omdat hij een respectvol boek wil maken over de legende van de loup-garou, in plaats van de wezens als cliché horrorfiguren te willen gebruiken. Zonder dat hij weet dat hij zich de woede van echte loup-garou op de hals haalt, maakt hij succesvol avances naar Vivian.
Gabriels zoon en beoogd opvolger als alfamannetje Rafe betrapt Vivian erop dat ze Aiden steeds ontmoet en deze haar stukje bij beetje voor zich wint. Wanneer hij verslag doet bij zijn vader, geeft die hem de opdracht Aiden duidelijk te maken dat hij uit Roemenië dient te vertrekken en nooit meer contact met Vivian mag zoeken. Wanneer de arrogante Rafe hem benadert, verraadt hij een weerwolf te zijn en probeert hij Aiden te vermoorden. Het pakt anders uit, want in plaats van Aiden vindt Rafe de dood. Een woedende Gabriel wil hem daarom koste wat het koste de dood injagen. Vivian heeft niettemin flink haar twijfels bij de politiek van de vooral in eigenbelang beslissende, machtswellustige Gabriel en is niet van plan dit zomaar te laten gebeuren.
Ook Aiden blijkt meer te zijn dan alleen een 'softe' tekenaar en schrijver. Zijn vader wilde hem koste wat kost in het leger hebben, waar hij geen zin in had, omdat hij door het buitenland wilde reizen om indrukken op te doen voor een carrière als schrijver. Zijn vader deelde hem mee dat hij hem zou vermoorden als hij zou proberen de Verenigde Staten te verlaten, wat Aiden toch probeerde. Daarbij viel zijn vader hem inderdaad aan, maar in plaats van Aiden raakte hij daarbij zelf zwaar verwond. Sindsdien wisselt Aiden steeds van verblijfplaats, omdat er in zijn thuisland een opsporingsbevel voor hem is uitgevaardigd wegens zware mishandeling.

## Rolverdeling
- Agnes Bruckner: Vivian
- Olivier Martinez: Gabriel
- Katja Riemann: Astrid
- Hugh Dancy: Aiden
- Bryan Dick: Rafe
- Chris Geere: Ulf
- Tom Harper: Gregor
- John Kerr: Finn
- Jack Wilson: Willem
- Vitalie Ursu: Constani
- Bogdan Voda: Albu
- Kata Dobó: Beatrice
- Pete Lee-Wilson: Kral